# Rhyacia thapsina
Rhyacia thapsina là một loài bướm đêm trong họ Noctuidae.